# Arthur Coleman Danto
Arthur C. Danto (ur. 1 stycznia 1924 w Ann Arbor w stanie Michigan, zm. 25 października 2013 w Nowym Jorku) – amerykański filozof, estetyk, krytyk sztuki związany z Uniwersytetem Columbia, redaktor Journal of Philosophy. Zajmował się epistemologią i filozofią historii, ale najbardziej znany z prac związanych z estetyką.

## Życie
Arthur Danto urodził się w Ann Arbor, w stanie Michigan, dorastał w Detroit. Studia rozpoczął na Uniwersytecie Wayne State, na wydziale historii sztuki i historii. Później zrobił dyplom filozofii na Uniwersytecie Columbia. Uczył się u takich filozofów jak Maurice Merleau-Ponty.

## Filozofia

### Przedmiot rozważań
Głównym przedmiotem prac Arthura Danto jest sztuka współczesna. Najczęściej opisywana przez Danto sztuką jest twórczość Marcela Duchampa i jego najbliższych naśladowców, uczniów i krytyków. To Danto był jednym z pierwszych filozofów, którzy wprowadzili pojęcie ready mades w rozważaniach nad sztuką. Danto opisuje sztukę współczesną z pozycji filozofa-obserwatora, nie przystaje bezkrytycznie na postulaty współczesnych autorów, nie odrzuca ich, ale w rozważaniach obnaża słabości i zalety współczesnych teorii sztuki by poradzić sobie z klasycznymi zagadnieniami estetyki, takimi jak ontologia dzieła sztuki czy badanie mechanizmu doświadczenia estetycznego. Dwie, naczelne kategorie filozoficzne rozwijane przez Arthura Danto, to świat sztuki i koniec sztuki.